# Pasiade
Pasiade (in greco antico: Πασιάδης?; fl. VI secolo a.C.) è stato un ceramista e ceramografo attico.

## Biografia
Pasiade fu un ceramista attico attivo verso la fine del IV secolo a. C.
Pasiade è noto per la realizzazione di tre alabastroi, ossia vasi utilizzati per profumi o unguenti formati da un collo breve e un corpo a forma cilindrica.
I tre alabastroi sono conservati uno al Museo del Louvre parigino, uno al British Museum londinese e uno nel Museo archeologico nazionale di Atene.
La preziosa e stilizzata decorazione colorata su fondo bianco, fu eseguita da un maestro del gruppo del Pittore di Evergide.
Pasiade eseguì infine la decorazione di una lékythos ritrovata sull'Acropoli.

## Opere
- Tre alabastri conservati uno al Museo del Louvre, uno al British Museum e uno nel Museo archeologico nazionale di Atene;
- Decorazione di una lékythos ritrovata sull'Acropoli.